# 祭祀公業
祭祀公業，簡稱祭業，又稱祭田，為福建與臺灣的特殊社會團體，是以祭祖為目的所設立之獨立財產，淵源於宋代時之「祭田」。

## 背景

### 福建
在福州舊時的大家族，每年幾乎都會舉行大型祭祠活動，還時常請人唱戲、擺下宴席，都得花不少錢。這些錢，多數都由族人捐款。捐款剩餘的錢，家族方面就會購買些房產商鋪良田，後出租給別人，收取來的租金用做充抵祭祠的花銷，這就叫「祭業」。除了祭業外，還有供族人子弟念書的「學田」、補貼守墓族人的「墓田」。

### 臺灣
明、清以來的臺灣人，往往留下一筆土地或物業由後裔共同持有，以孳息供應祭祖與掃墓之費用。其成員之繼承權利，依當時台灣民事習慣，通常為長子繼承或共同選舉一位管理人而加以繼承，此方式常會在規約中加以明定。以每年的產出銷售所得利潤、租金或利息收益作為掃墓與祭祖等等的經費。今日則多推選委員會以便管理。
祭祀公業，除可以是祭祀公業法人外，亦可以是財團法人或是社團法人。其名稱多為享祀人之名稱或公號，除稱之祭祀公業外，尚有公業、祀業、嘗、祖嘗、祖公田、祖公烝、大公田或公山等，或以郡望、宗祠、堂號、公號、家號或其他家族名義等，及其他於土地登記簿上的稱法。
祭祀公業成員，多為同姓宗親或親戚，又可分成設立人（捐助財產設立祭祀公業之人）、享祀人（受祭祀公業所奉祀之人）和派下員（祭祀公業之設立人及繼承其派下權之人）。因為過去各時代並沒有以法律規範稱呼，且並沒有限制一定要是同一位祖先的兒子成立，可以是後來的不一定需要同輩的子孫於分戶分產後一段時間，又以部分共祀遠祖，實際上傳承許久，派下員可能也都不同輩。也可以由本人在生前約定撥出遺產或切割家產時設置。同一個神祇的祭祀團體稱為神明會，類似於祭祀公業。
近代臺灣，祭祀公業所涉及的土地產業相當複雜，常常因為派下權（祭祀公業所屬派下員之權利）不平而產生糾紛，其中又以不動產居多。而擁有祭祀公業管理權，常常也等於享有地方人脈。派下權之認定，依私法自治原則，由祭祀公業內部自行依規約或共同決議方式認定，政府主管機關原則上不介入。 
2005年，臺灣祭祀公業財產約有1,100筆左右，土地面積超過8,000甲（約7,800公頃），價值超過400億美金。每筆財產，均屬公業公同共有，並由政府主管機關備案列管。

## 法律關係

### 臺灣
在日治時期，日本政府有鑒於祭祀公業擁有廣大面積土地，又有眾多派下員，產權混淆，對於民政及社會經濟影響甚大，遂將祭祀公業之法令納入日本民法體系，於大正11年（1922年）敕令第407號頒行臺灣。該令第15條規定「本令施行之際現存之祭祀公業依習慣存續但得準用民法第19條規定視為法人」，且同時明令日本法律自大正12年（1923年）1月1日施行臺灣，換句話說，原舊有祭祀公業在日本時期得無限期依習慣繼續存在，並享有習慣上的法人人格。而至大正12年1月1日起，習慣上的祭祀公業已不得新設，若欲成立祭祀公業得向主管官署申請成立財團法人。
戰後的臺灣，根據中華民國法律，無論是司法院及最高法院的見解，始終認為祭祀公業屬民法第828條之公同共有關係，其財產亦為派下子孫全體共有，其屬於非法人團體，此與日本時期認定祭祀公業為習慣上之法人有很大的差別。
民國48年（1959年），即有依民法登記為財團法人的祭祀公業。。
祭祀公業的派下員間對於祭祀公業的財產為公同共有的關係。不過，2007年公佈、2008年7月1日施行的《祭祀公業條例》規定，現存祭祀公業必須取得法人資格，或者變更成為派下員分別共有或個別所有，否則政府將標售祭祀公業土地。
2015年3月20日，司法院大法官作成司法院釋字第728號解釋，認定《祭祀公業條例》第4條第1項前段規定，依祭祀公業內部規約認定，在該條例施行前已存在的祭祀公業的派下員，並未以性別為認定派下員之標準，故不違憲。

## 延伸閱讀
- 香港：丁權、祖堂地

## 外部連結
- 台灣祭祀公業協會官方網站
- 祭祀公業條例
- 祭祀團體查詢 （页面存档备份，存于）
- 財團法人查詢 （页面存档备份，存于）